# Pharmacogenomics
Pharmacogenomics ist eine wissenschaftliche Fachzeitschrift, die vom Future Medicine-Verlag veröffentlicht wird. Die Zeitschrift erscheint derzeit mit 16 Ausgaben im Jahr. Es werden Arbeiten veröffentlicht, die sich mit dem Einfluss der Pharmakogenomik auf die pharmazeutische Industrie und klinische Behandlungsmöglichkeiten beschäftigen.
Der Impact Factor lag im Jahr 2014 bei 3,218. Nach der Statistik des ISI Web of Knowledge wird das Journal mit diesem Impact Factor in der Kategorie Pharmakologie und Pharmazie an 70. Stelle von 254 Zeitschriften geführt.